# Catalabus
Genre
Taxons de rang inférieur
- Catalabus elegans Voss, 1933
- Catalabus kazantsevi (Legalov, 2003)
- Catalabus nigrosuturalis (Voss, 1930)
- Catalabus pallidipennis (Voss, 1925)
- Catalabus rasuwanus Legalov, 2007
- Catalabus simulatus (Marshall, 1923)
- Catalabus quadriplagiatus (Voss, 1953)
- Catalabus sexplagiatus (Heller, 1922)

Synonymes
Paramecolabus
Catalabus est un genre d'insectes coléoptères de la famille des Attelabidae.